# Drösiedl (Gemeinde Ludweis-Aigen)
Drösiedl ist eine Ortschaft und eine Katastralgemeinde der Marktgemeinde Ludweis-Aigen im Bezirk Waidhofen an der Thaya im niederösterreichischen Waldviertel mit 50 Einwohnern (Stand 1. Jänner 2024).

## Geografie
Das Dorf liegt nördlich von Ludweis, rechts des Seebsbaches und wird von der Landesstraße L8046 erschlossen. Zur Ortschaft zählen auch die Lagen Sulzmühle und Trausmühle, beide am Seebsbach. Am 1. April 2020 umfasste die Ortschaft 35 Adressen.

## Siedlungsentwicklung
Zum Jahreswechsel 1979/1980 befanden sich in der Katastralgemeinde Drösiedl insgesamt 39 Bauflächen mit 29.058 m² und 61 Gärten auf 42.411 m², 1989/1990 gab es 40 Bauflächen. 1999/2000 war die Zahl der Bauflächen auf 80 angewachsen und 2009/2010 bestanden 49 Gebäude auf 119 Bauflächen.

## Geschichte
Im Jahr 1822 wurde der Ort als Dorf mit einem Schloss und 25 Häusern genannt, die nach Ludweis eingepfarrt waren, wohin auch die Kinder eingeschult wurden. Die Herrschaft Drösiedl besaß die Ortsobrigkeit, übte die Landgerichtsbarkeit aus, besorgte die Konskription und hatte die Grundherrschaft inne. Laut Adressbuch von Österreich waren im Jahr 1938 in der Ortsgemeinde Drösiedl ein Gastwirt, eine Hebamme, ein Schmied und zahlreiche Landwirte ansässig. Der Ort bildete zusammen mit Radessen eine politische Gemeinde. Im Zuge der Niederösterreichischen Kommunalstrukturverbesserung trat die damalige Ortsgemeinde Drosiedl per 1. Jänner 1966 der Marktgemeinde Ludweis bei.

## Bodennutzung
Die Katastralgemeinde ist landwirtschaftlich geprägt. 372 Hektar wurden zum Jahreswechsel 1979/1980 landwirtschaftlich genutzt und 255 Hektar waren forstwirtschaftlich geführte Waldflächen. 1999/2000 wurde auf 374 Hektar Landwirtschaft betrieben und 256 Hektar waren als forstwirtschaftlich genutzte Flächen ausgewiesen. Ende 2018 waren 362 Hektar als landwirtschaftliche Flächen genutzt und Forstwirtschaft wurde auf 256 Hektar betrieben. Die durchschnittliche Bodenklimazahl von Drösiedl beträgt 32,6 (Stand 2010).

## Kultur und Sehenswürdigkeiten

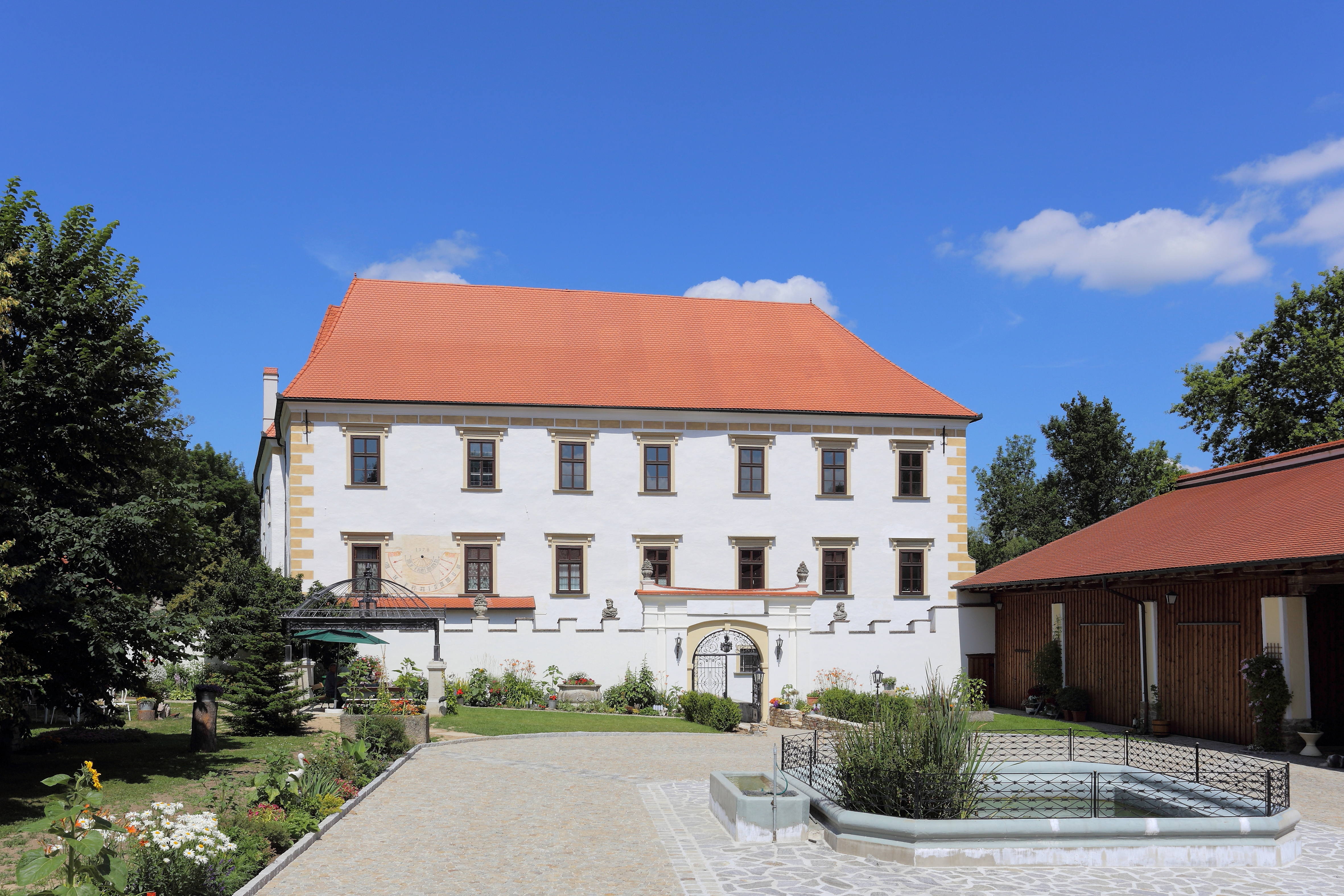
Schloss Drösiedl

- Schloss Drösiedl

## Persönlichkeiten
- Wilhelm von Hofkirchen (1527–1584), Feldmarschall und Hofkriegsratspräsident unter Maximilian II. und Rudolf II.